# Bunar (Cigudeg)
Bunar is een bestuurslaag in het regentschap Bogor van de provincie West-Java, Indonesië. Bunar telt 8160 inwoners (volkstelling 2010).